# ユーリ・フルスコ＝モヴァ

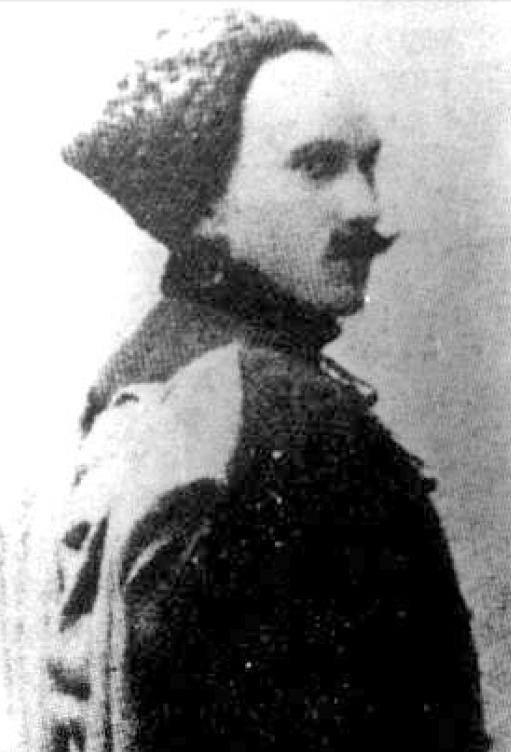
1920年代撮影

ユーリ・フルスコ＝モヴァ（ロシア語: Глушко, Юрий Косьмич、ウクライナ語: Юрій Косьмич Глушко, псевдоним）とは、極東ウクライナ共和国の政治家。Моваの名前で知られ、実質的な指導者として活動した。

## 人生
1882年4月4日、ロシア帝国時代のチェルニーヒウ州ノヴァバサン村で生まれた。
その後鉄道研究所で鉄道について学び、1889年卒業。そして1901年から1903年までロシア義勇艦隊のエンジニアとして働いた。
1904年から1907年まで東清鉄道で勤務。同じくして1907年からウラジオストクで製図工と技術者として働き、地元のウクライナ人コミュニティとウクライナの学生協会が主催するアマチュアウクライナ演劇協会で活動するようになった。
その後、第一次世界大戦にモヴァは動員され、中東戦域 (第一次世界大戦)におけるコーカサス戦線において1916年から1917年まで戦い、1918年春からウラジオストク・ウクライナ社会「プロスヴィータ」(ウクライナ語:Просвіта)とウラジオストク・ウクライナ評議会の長、同時に経歴から全ウクライナ人極東会議の議長となり、全4回すべて議長の座に努める。その後この会議の結果緑ウクライナが建国され、首相というものがない緑ウクライナにおいて議長のモヴァは首相と同等の権力を得ることとなる。また、同年ウクライナ極東評議会の議長、ウクライナ極東事務局の長ともなった。しかし緑ウクライナはアレクサンドル・コルチャークの監視下となり、徐々にモヴァの権力は薄れていく。
その結果1919年にコルチャーク軍により逮捕、1922年にはボリシェヴィキによって逮捕されてしまった。彼は「反ソビエト」の名目と、「極東をロシアから分割して日本に与える計画」があったということにより1924年に懲役5年の判決が言い渡された。
その後は極東、タジキスタンの技術者として働き、キーウで1942年10月28日に死亡した。

## 著書
- Підручник актьорові. - 1918年

## 文献
- Глушко Юрій // Енциклопедія українознавства. Словникова частина. — Т. 1. — С. 389. (in Ukrainian)
- Попок А. Глушко Юрій // Енциклопедія історії України. — Т. 2. — К., 2005. — С. 124—125. (in Ukrainian)
- Биховський Л. Ю. К. Глушко-Мова // Нові дні. — 1952. — Вересень. (in Ukrainian)
- Світ І. Суд над українцями в Читі в 1923—1924 рр. // Визвольний шлях. — 1963. — Книги 3—5. (in Ukrainian)
- Чорномаз В. Глушко-Мова Юрій // Енциклопедія сучасної України. — Т.5. — К., 2006. (in Ukrainian)
- Степанов Іван. Українець з Далекого Сходу // Дзеркало тижня. — 2002. — № 15 (390). (in Ukrainian)